# Бурјан
Бурјан је градско насеље Пожаревца у истоименој месној заједници. Населили су га некадашњи мештани села Бурјан надомак Пожаревца који су се у време Милоша Обреновића населили у ненасељени део Пожаревца и формирали насеље.

## Историја
Село Бурјан се некада налазило имеђу Пожаревца и Драговца. И данас постоји потез између ова два насеља који се зове Старо село. У време кнеза Милоша је расељено и његови становници су насељени у Пожаревцу. Најстарији део Бурјана су данашње улице Стишка и Влајка Павловића (Тежачка).
Садашња мала Бурјан постала је на западном крају Пожаревца (1826. године), а пре тога постојала је као засебно село, удаљено на четири километра западно од Пожаревца (на средокраћи између села Драговца и државног добра Љубичева, измећу Драговачког пута и Ресавчине). Бурјан се налази на Лангеровој карти од пре 200 година под именом Бернани са воденицом на Ресавчини. После пропасти 1813. опустело је, те се доцније поново насељавало. После 1813. у Бурјан се доселило највише људи из околине Зајечара (углавном из села Великог Извора). Бурјан је пресељен у Пожаревац по наредби кнеза Милоша да би Бурјанци били под контролом варошких власти. Поред тога, кнез Милош је хтео да увећа Пожаревац као тадашњу своју престоницу.
Крсна слава месне заједнице Бурјан је Спасовдан.